# George R. Brown
George Rufus Brown (12 de mayo de 1898 - 22 de enero de 1983) fue un prominente emprendedor de Houston.

## Desarrollo
Brown condujo a Brown & Root Inc. a convertirse en una de las más grandes empresas de construcción en el mundo y ayudó a la carrera política de Lyndon B. Johnson. El Centro de Convenciones George R. Brown y la Escuela de Ingeniería de la Universidad Rice fueron nombradas en su honor.
Brown trabajaba como ingeniero en minas en Butte, Montana, hasta que quedó gravemente herido en un accidente dentro de una mina. Después regresó a Texas, donde se unió a la firma de construcción fundada por su hermano, Herman Brown. Dan Root, hermano político de Herman y próspero granjero algodonero, invirtió también en la compañía garantizando su viabilidad. A raíz de este hecho, la compañía se conoció como Brown and Root.